# Treatment (Experiment)
Unter Treatment (engl. für ,Behandlung‘) versteht man in der Psychologie, der empirischen Sozialforschung und den Humanwissenschaften jegliche Art von Maßnahmen, denen die Experimentalgruppe und/oder die Kontrollgruppe in einem Experiment oder einer Versuchsreihe ausgesetzt wird, um nach dem erfolgten Treatment Aussagen über z. B. vorab gestellte Hypothesen tätigen zu können. Treatments können jedoch nicht nur der Prüfung von Hypothesen, sondern auch der Hypothesenaufstellung dienen.